# Göteborgs centralstation
Göteborgs centralstation (magyarul: Göteborgi központi pályaudvar) Svédország második legforgalmasabb vasúti pályaudvara, Svédország legrégebbi, még mindig használatban lévő vasútállomása. Az állomás évente 27 millió utast szolgál ki,, ezzel a második legforgalmasabb vasútállomás Svédországban a stockholmi központi pályaudvar után, amelyet 13 évvel előz meg. Az állomás 1858. október 4-én nyílt meg. Az állomás Göteborg városában található, közvetlenül a Drottningtorget mellett. A göteborgi központi pályaudvar, a Centralhuset és a Nils Ericson Terminal a göteborgi Resecentrumhoz tartozik, a göteborgi központi pályaudvar a Jernhusen tulajdonában és igazgatásában van.

## Vasútvonalak
Az állomást az alábbi vasútvonalak érintik:
- Koppenhága–Fredericia/Taulov-vasútvonal

- Västra stambanan
- Bohus Line
- Norway/Vänern Line
- West Coast Line
- Coast-to-Coast Line
- Västergötland–Göteborgs Järnvägar

## Kapcsolódó állomások
A vasútállomáshoz az alábbi állomások vannak a legközelebb:
- Gamlestaden station
- Alingsås railway station (Stockholms centralstation, Västra stambanan)
- Liseberg railway station (Lund Central Station, Kalmar centralstation, West Coast Line, Coast-to-Coast Line)
- Sandared station (Kalmar centralstation, Coast-to-Coast Line)